# Liste der deutschen Nobelpreisträger
Dieser Artikel ist eine Liste der deutschen Nobelpreisträger. Aufgrund bewegter Biographien ist die eindeutige Zuordnung zu einem speziellen Land nicht immer gegeben und die Zuordnung zu mehreren Ländern sinnvoll. So wird zum Beispiel Hermann Hesse vom Nobelpreiskomitee nur als Schweizer geführt, obwohl er normalerweise anhand seiner Biographie als Deutscher und als Schweizer aufgeführt ist. Albert Schweitzer wird als Franzose geführt, hat aber eine deutsche Biographie, bezeichnete sich auch selbst nicht als Franzose, sondern als Deutscher. Nobelpreisträger, deren Nobelpreis vom Nobelpreiskomitee normalerweise für ein anderes Land geführt wird, die aber eindeutig auch deutsche Biographien aufweisen und somit auch in aller Regel als Deutsche gelistet werden, sind mit (*) gekennzeichnet.

## Nobelpreisträger nach Preis

### Friedensnobelpreis
| Name               | Jahr | Lebensdaten | Gewürdigte Leistungen                                                    | Bild               |
| ------------------ | ---- | ----------- | ------------------------------------------------------------------------ | ------------------ |
| Gustav Stresemann  | 1926 | 1878–1929   | Annäherung an Frankreich zur Sicherung des Friedens in Europa            | Gustav Stresemann  |
| Ludwig Quidde      | 1927 | 1858–1941   | Organisation von Friedenskonferenzen                                     | Ludwig Quidde      |
| Carl von Ossietzky | 1935 | 1889–1938   | Einsatz gegen den deutschen Militarismus als Chefredakteur der Weltbühne | Carl von Ossietzky |
| Albert Schweitzer* | 1952 | 1875–1965   | Einsatz gegen die atomare Aufrüstung                                     | Albert Schweitzer  |
| Willy Brandt       | 1971 | 1913–1992   | Ostpolitik                                                               | Willy Brandt       |
| Henry Kissinger*   | 1973 | 1923–2023   | Verhandlung einer Waffenruhe im Vietnamkrieg                             | Henry A. Kissinger |

### Nobelpreis für Literatur
| Name              | Jahr | Lebensdaten | Gewürdigte Leistungen | Bild              |
| ----------------- | ---- | ----------- | --- | ----------------- |
| Theodor Mommsen   | 1902 | 1817–1903   | Römische Geschichte | Theodor Mommsen   |
| Rudolf Eucken     | 1908 | 1846–1926   | „auf Grund des ernsten Suchens nach Wahrheit, der durchdringenden Gedankenkraft und des Weitblicks, der Wärme und Kraft der Darstellung, womit er in zahlreichen Arbeiten eine ideale Weltanschauung vertreten und entwickelt hat“ | Rudolf Eucken     |
| Paul Heyse        | 1910 | 1830–1914   | sein belletristisches Werk | Paul Heyse        |
| Gerhart Hauptmann | 1912 | 1862–1946   | „für sein fruchtbares und vielseitiges Wirken im Bereich der dramatischen Dichtung“ | Gerhart Hauptmann |
| Thomas Mann       | 1929 | 1875–1955   | Buddenbrooks | Thomas Mann       |
| Hermann Hesse*    | 1946 | 1877–1962   | „für sein durch Versenkung getragenes Werk, das sich immer kühner und eindringlicher entwickelte und die Ideale des klassischen Humanismus ebenso wie eine hohe Kunst des Stils offenbart“                                         | Hermann Hesse     |
| Nelly Sachs*      | 1966 | 1891–1970   | „für ihre hervorragenden lyrischen und dramatischen Werke, die das Schicksal Israels mit ergreifender Stärke interpretieren“ | Nelly Sachs       |
| Heinrich Böll     | 1972 | 1917–1985   | Gesamtwerk | Heinrich Böll     |
| Günter Grass      | 1999 | 1927–2015   | Lebenswerk | Günter Grass      |
| Herta Müller      | 2009 | * 1953      | Gesamtwerk | Herta Müller      |

### Nobelpreis für Chemie
| Name                     | Jahr | Lebensdaten | Gewürdigte Leistungen | Bild                    |
| ------------------------ | ---- | ----------- | --- | ----------------------- |
| Emil Fischer             | 1902 | 1852–1919   | Forschung über Zucker- und Puringruppen                                                                                      | Emil Fischer            |
| Adolf von Baeyer         | 1905 | 1835–1917   | Arbeiten über organische Farbstoffe und hydroaromatische Verbindungen                                                        | Adolf von Baeyer        |
| Eduard Buchner           | 1907 | 1860–1917   | Entdeckung der zellfreien Gärung                                                                                             | Eduard Buchner          |
| Wilhelm Ostwald          | 1909 | 1853–1932   | Arbeit über die Katalyse | Wilhelm Ostwald         |
| Otto Wallach             | 1910 | 1847–1931   | Forschung auf dem Gebiet der ringförmigen Kohlenwasserstoffe                                                                 | Otto Wallach            |
| Richard Willstätter      | 1915 | 1872–1942   | Forschungen über das Chlorophyll                                                                                             | Richard Willstätter     |
| Fritz Haber              | 1918 | 1868–1934   | Entwicklung eines Verfahrens zur Herstellung von Ammoniak                                                                    | Fritz Haber             |
| Walther Hermann Nernst   | 1920 | 1864–1941   | Forschung zur Thermochemie                                                                                                   | Walther Hermann Nernst  |
| Richard Adolf Zsigmondy* | 1925 | 1865–1929   | „für die Aufklärung der heterogenen Natur kolloidaler Lösungen sowie für die dabei angewandten Methoden“                     | Richard Adolf Zsigmondy |
| Heinrich Otto Wieland    | 1927 | 1877–1957   | Forschung über Gallensäure                                                                                                   | Heinrich Otto Wieland   |
| Adolf Windaus            | 1928 | 1876–1959   | „für […] Verdienste um die Erforschung des Aufbaus der Sterine und ihres Zusammenhanges mit den Vitaminen“                   | Adolf Windaus           |
| Hans von Euler-Chelpin   | 1929 | 1873–1964   | „für […] Forschung über die Zuckervergärung und deren Anteil der Enzyme an diesem Vorgang“                                   | Hans von Euler-Chelpin  |
| Hans Fischer             | 1930 | 1881–1945   | Häminsynthese | Hans Fischer            |
| Friedrich Bergius        | 1931 | 1884–1949   | „für […] Verdienste um die Entdeckung und Entwicklung der chemischen Hochdruckverfahren“                                     | Friedrich Bergius       |
| Carl Bosch               | 1931 | 1874–1940   | Entwicklung chemischer Hochdruckverfahren                                                                                    | Carl Bosch              |
| Richard Kuhn*            | 1938 | 1900–1967   | „für seine Arbeiten über Carotinoide und Vitamine“                                                                           | Richard Kuhn            |
| Adolf F. J. Butenandt    | 1939 | 1903–1995   | Forschung über Steroidhormone                                                                                                | Adolf Butenandt         |
| Otto Hahn                | 1944 | 1879–1968   | „für seine Entdeckung der Spaltung schwerer Atomkerne“                                                                       | Otto Hahn               |
| Otto P. H. Diels         | 1950 | 1876–1954   | Entdeckung der Diels-Alder-Reaktion                                                                                          | Otto Diels              |
| Kurt Alder               | 1950 | 1902–1958   | Entdeckung der Diels-Alder-Reaktion                                                                                          | Kurt Alder              |
| Hermann Staudinger       | 1953 | 1881–1965   | Begründung der Polymerchemie                                                                                                 | Hermann Staudinger      |
| Karl Ziegler             | 1963 | 1898–1973   | Entdeckungen auf dem Gebiet der Polymere                                                                                     | Karl Ziegler            |
| Manfred Eigen            | 1967 | 1927–2019   | Geschwindigkeitsmessung von schnellen chemischen Reaktionen                                                                  | Manfred Eigen           |
| Gerhard Herzberg*        | 1971 | 1904–1999   | „für seine Beiträge zur Kenntnis der elektronischen Struktur und Geometrie von Molekülen, insbesondere von freien Radikalen“ | Gerhard Herzberg        |
| Ernst Otto Fischer       | 1973 | 1917–2007   | Erforschung der metallorganischen Sandwichkomplexe                                                                           |                         |
| Georg Wittig             | 1979 | 1897–1987   | Wittig-Reaktion |                         |
| Johann Deisenhofer       | 1988 | * 1943      | „für die Erforschung der dreidimensionalen Struktur des Reaktionszentrums der Photosynthese bei einem Purpurbakterium“       | Johann Deisenhofer      |
| Robert Huber             | 1988 | * 1937      | „für die Erforschung der dreidimensionalen Struktur des Reaktionszentrums der Photosynthese bei einem Purpurbakterium“       | Robert Huber            |
| Hartmut Michel           | 1988 | * 1948      | „für die Erforschung der dreidimensionalen Struktur des Reaktionszentrums der Photosynthese bei einem Purpurbakterium“       | Hartmut Michel          |
| Gerhard Ertl             | 2007 | * 1936      | „für Studien von chemischen Prozessen auf Festkörperoberflächen“                                                             | Gerhard Ertl            |
| Stefan Hell              | 2014 | * 1962      | „für die Entwicklung von superauflösender Fluoreszenzmikroskopie“                                                            | Stefan W. Hell          |
| Joachim Frank*           | 2017 | * 1940      | „für die Entwicklung der Kryo-Elektronenmikroskopie zur hochauflösenden Strukturaufklärung von Biomolekülen“                 | Joachim Frank           |
| Benjamin List            | 2021 | * 1968      | „für die Entwicklung der asymmetrischen Organokatalyse zur Beschleunigung chemischer Reaktionen“                             | Benjamin List           |

### Nobelpreis für Physik
| Name                   | Jahr | Lebensdaten | Gewürdigte Leistungen | Bild                        |
| ---------------------- | ---- | ----------- | --- | --------------------------- |
| Wilhelm Conrad Röntgen | 1901 | 1845–1923   | Entdeckung der Röntgenstrahlung | Wilhelm Conrad Röntgen      |
| Philipp Lenard*        | 1905 | 1862–1947   | Forschung im Bereich Festkörper und Atomphysik | Philipp Lenard              |
| Ferdinand Braun        | 1909 | 1850–1918   | Beitrag zur Entwicklung der drahtlosen Telegrafie | Ferdinand Braun             |
| Wilhelm Wien           | 1911 | 1864–1928   | Erforschung der Wärmestrahlung | Wilhelm Wien                |
| Max von Laue           | 1914 | 1879–1960   | Beugung von Röntgenstrahlen an Kristallen | Max von Laue                |
| Max Planck             | 1918 | 1858–1947   | Entdeckung der planckschen Wirkungsquantums | Max Planck                  |
| Johannes Stark         | 1919 | 1874–1957   | Entdeckung des optischen Doppler-Effektes und des Stark-Effektes | Johannes Stark              |
| Albert Einstein        | 1921 | 1879–1955   | „für Verdienste um die theoretische Physik, besonders für seine Entdeckung des Gesetzes des photoelektrischen Effekts“ | Albert Einstein             |
| James Franck           | 1925 | 1882–1964   | Bestätigung des Bohrschen Atommodells | James Franck                |
| Gustav Hertz           | 1925 | 1887–1975   | Bestätigung des Bohrschen Atommodells | Gustav Hertz                |
| Werner Heisenberg      | 1932 | 1901–1976   | Begründung der Quantenmechanik | Werner Heisenberg           |
| Max Born*              | 1954 | 1882–1970   | Grundlagenforschung in der Quantenmechanik | Max Born                    |
| Walther Bothe          | 1954 | 1891–1957   | Entwicklung der Koinzidenzmethode | Walther Bothe               |
| Rudolf Mößbauer        | 1961 | 1929–2011   | Entdeckung des Mößbauer-Effekts | Rudolf Mößbauer             |
| J. Hans D. Jensen      | 1963 | 1907–1973   | Entwicklung des Schalenmodells der Atomkerne | Johannes Hans Daniel Jensen |
| Maria Goeppert-Mayer*  | 1963 | 1906–1972   | Entwicklung des Schalenmodells der Atomkerne | Maria Goeppert-Mayer        |
| Klaus von Klitzing     | 1985 | * 1943      | Entdeckung des quantisierten Hall-Effekts | Klaus von Klitzing          |
| Gerd Binnig            | 1986 | * 1947      | Entwicklung des Rastertunnelmikroskops | Gerd Binnig                 |
| Ernst Ruska            | 1986 | 1906–1988   | Erfindung des Elektronenmikroskops | Ernst Ruska                 |
| Johannes Georg Bednorz | 1987 | * 1950      | Entdeckung der keramischen Hochtemperatursupraleiter |                             |
| Jack Steinberger*      | 1988 | 1921–2020   | Grundlagenforschung über Neutrinos | Jack Steinberger            |
| Wolfgang Paul          | 1989 | 1913–1993   | Entwicklung der Ionen-Falle (Paul-Falle) |                             |
| Hans Georg Dehmelt*    | 1989 | 1922–2017   | Entwicklung der Ionenfalle |                             |
| Horst L. Störmer       | 1998 | * 1949      | „für [die] Entdeckung einer neuen Art von Quantenflüssigkeit mit fraktionell geladenen Anregungen“ | Horst Ludwig Störmer        |
| Herbert Kroemer        | 2000 | 1928–2024   | Entwicklung von Halbleiterheterostrukturen für Hochgeschwindigkeits- und Optoelektronik | Herbert Kroemer             |
| Wolfgang Ketterle      | 2001 | * 1957      | Erzeugung des Bose-Einstein-Kondensats | Wolfgang Ketterle           |
| Theodor W. Hänsch      | 2005 | * 1941      | Entwicklung des Frequenzkamms in Verbindung mit seinen übrigen Leistungen | Theodor W. Hänsch           |
| Peter Grünberg         | 2007 | 1939–2018   | „für die Entdeckung des Riesenmagnetwiderstands (GMR)“ | Peter Grünberg              |
| Reinhard Genzel        | 2020 | * 1952      | „für die Entdeckung eines supermassiven kompakten Objekts im Zentrum unserer Galaxie“ | Reinhard Genzel             |
| Klaus Hasselmann       | 2021 | * 1931      | „für bahnbrechende Beiträge zum Verständnis komplexer physikalischer Systeme“, konkret - „für die Entdeckung, wie das Zusammenspiel von Unordnung und Fluktuationen physikalische Systeme von der atomaren bis hin zur planetarischen Ebene bestimmt“. |                             |

### Nobelpreis für Physiologie oder Medizin
| Name                        | Jahr | Lebensdaten | Gewürdigte Leistungen | Bild                        |
| --------------------------- | ---- | ----------- | --- | --------------------------- |
| Emil von Behring            | 1901 | 1854–1907   | Arbeit über die Serumtherapie | Emil Behring.jpg            |
| Robert Koch                 | 1905 | 1843–1910   | Entdeckung der Erreger von Milzbrand, Tuberkulose und Cholera | Robert Koch                 |
| Paul Ehrlich                | 1908 | 1854–1915   | Begründung der Immunologie | Paul Ehrlich                |
| Albrecht Kossel             | 1910 | 1853–1927   | „in Anerkennung seines Beitrags über das Wissen der Zellchemie durch seine Arbeiten an Proteinen einschließlich der Kernsubstanzen“                                             | Albrecht Kossel             |
| Otto F. Meyerhof            | 1922 | 1884–1951   | Forschungen über den Stoffwechsel im Muskel | Otto Fritz Meyerhof         |
| Otto Warburg                | 1931 | 1883–1970   | Forschungen zum Atmungsferment | Otto Heinrich Warburg       |
| Hans Spemann                | 1935 | 1869–1941   | Entdeckung des Organisator-Effekts | Hans Spemann                |
| Otto Loewi*                 | 1936 | 1873–1961   | „für […] Entdeckungen bei der chemischen Übertragung der Nervenimpulse“ | Otto Loewi                  |
| Gerhard Domagk              | 1939 | 1895–1964   | Entdeckung der antibakteriellen Wirkung des Sulfonamids Prontosil | Gerhard Domagk              |
| Ernst Boris Chain*          | 1945 | 1906–1979   | Entdeckung des Penizillins | Ernst Boris Chain           |
| Hans Adolf Krebs*           | 1953 | 1900–1981   | Entdeckung des Citratzyklus | Hans Adolf Krebs            |
| Werner Forßmann             | 1956 | 1904–1979   | „für […] Entdeckungen zur Herzkatheterisierung und zu den pathologischen Veränderungen im Kreislaufsystem“                                                                      | Werner Forßmann             |
| Feodor Lynen                | 1964 | 1911–1979   | Forschungen über die Regulierung des Cholesterin- und Fettsäurestoffwechsels | Feodor Lynen                |
| Konrad Bloch*               | 1964 | 1912–2000   | Forschungen über die Regulierung des Cholesterin- und Fettsäurestoffwechsels | Konrad Bloch                |
| Max Delbrück*               | 1969 | 1906–1981   | Begründung der modernen Molekularbiologie und Genetik | Max Delbrück                |
| Bernard Katz*               | 1970 | 1911–2003   | Arbeiten über die quantisierte Form der synaptischen Informationsübertragung | Sir Bernard Katz            |
| Karl von Frisch*            | 1973 | 1886–1982   | „Entdeckungen zur Organisation und Auslösung von individuellen und sozialen Verhaltensmustern“                                                                                  |                             |
| Georges J. F. Köhler        | 1984 | 1946–1995   | Forschung über das Immunsystem und monoklonale Antikörper |                             |
| Erwin Neher                 | 1991 | * 1944      | Entdeckungen zur Funktion von einzelnen Ionenkanälen in Zellen | Erwin Neher                 |
| Bert Sakmann                | 1991 | * 1942      | „für [die] Entwicklung einer Methode zum direkten Nachweis von Ionenkanälen in Zellmembranen zur Erforschung der Signalübertragung innerhalb der Zelle und zwischen den Zellen“ | Bert Sakmann                |
| Christiane Nüsslein-Volhard | 1995 | * 1942      | Forschungen über die genetische Kontrolle der frühen Embryonalentwicklung | Christiane Nüsslein-Volhard |
| Günter Blobel*              | 1999 | 1936–2018   | „für die Entdeckung der in Proteinen eingebauten Signale, die ihren Transport und die Lokalisierung in der Zelle steuern“                                                       | Gunter Blobel               |
| Harald zur Hausen           | 2008 | 1936–2023   | Forschungen zum humanen Papillomvirus | Harald zur Hausen           |
| Thomas Südhof*              | 2013 | * 1955      | Forschungen zum Transportsystem der Zellen | Thomas Südhof               |

### Alfred-Nobel-Gedächtnispreis für Wirtschaftswissenschaften
| Name            | Jahr | Lebensdaten | Gewürdigte Leistungen        | Bild            |
| --------------- | ---- | ----------- | ---------------------------- | --------------- |
| Reinhard Selten | 1994 | 1930–2016   | Forschungen zur Spieltheorie | Reinhard Selten |